# Wolica (rejon samborski)
Wolica (ukr. Волиця, Wołycia; hist. Wolica Polska) – wieś na Ukrainie, w obwodzie lwowskim, w rejonie samborskim.